# Museu da Bohuslän
O Museu da Bohuslän – em sueco: Bohusläns museum - é um museu regional na cidade sueca de Uddevalla,  na província histórica da Bohuslän, no sudoeste da Suécia.

Alberga testemunhos da natureza, cultura e história desta província, situada no ponto de encontro dos interesses da Suécia, Noruega e Dinamarca. Na sua Galeria de Arte (Konsthallen) são apresentadas exposições de arte contemporânea. Tem entrada gratuita e dispõe de café e restaurante.

É um dos museus regionais com maior número de visitantes na Suécia.

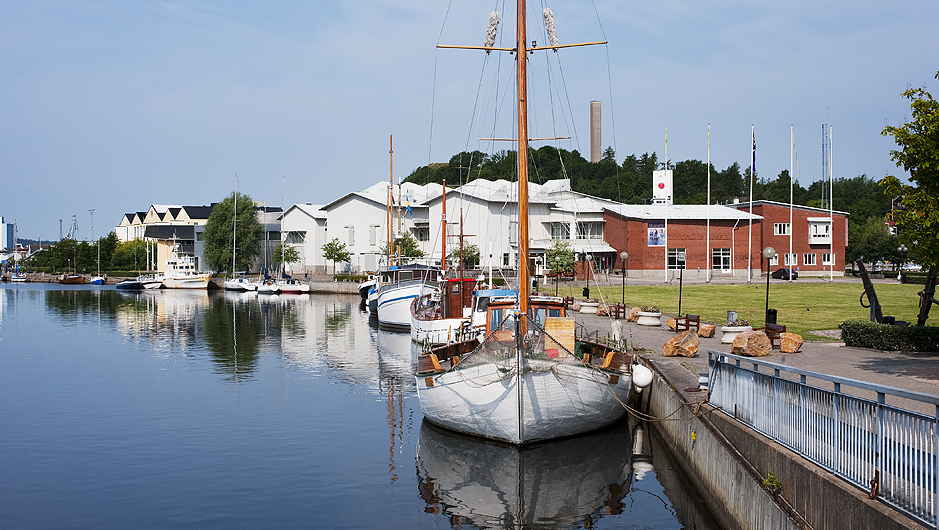
Uma vista exterior do museu em Uddevalla
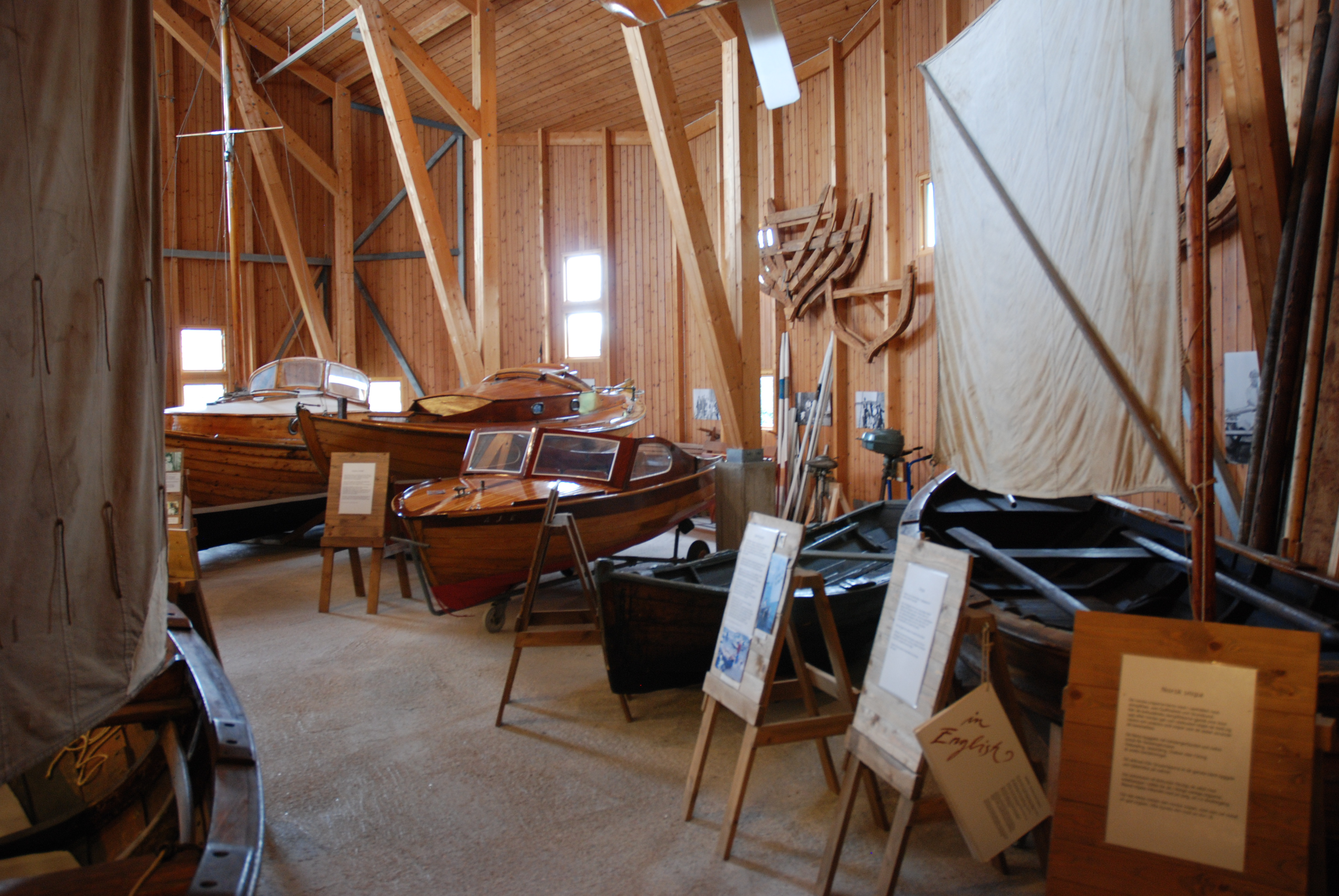
A Sala de barcos
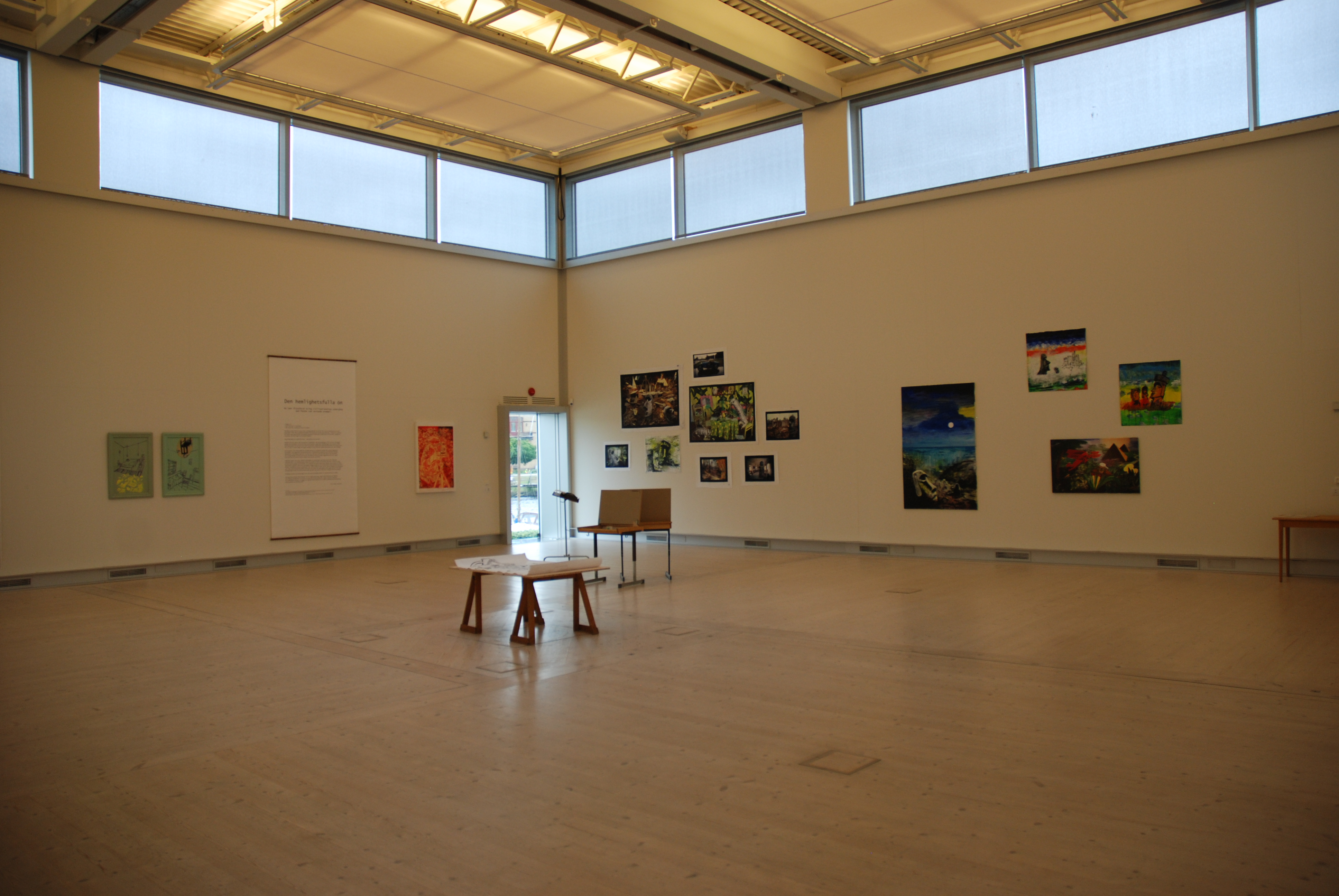
A Galeria de Arte